# Estadio Juan Maldonado Gamarra
Das Estadio Juan Maldonado Gamarra ist ein Fußballstadion in Cutervo in der peruanischen Region Cajamarca. Das Stadion fasst bis zu 8000 Zuschauer und ist Heimspielstätte der beiden Fußballvereine Comerciantes Unidos aus der Primera División sowie Club Deportivo Los Inseparables aus der Copa Perú. Es liegt auf einer Höhe von 2649 m über NN.

## Geschichte
Die Provinzgemeinde Cutervo begann 2013 mit der Renovierung des Stadions. Im Jahr 2014 wurde die erste Phase abgeschlossen, die die westliche Tribüne und den Kunstrasen umfasste. 2015 begann der Bau der östlichen Tribüne, die 2016 mit einem Dach über die gesamte Länge fertiggestellt wurde. Für 2017 war geplant, die westliche Tribüne zu überdachen. Am 13. August 2017 empfing Comerciantes Unidos Alianza Lima zum letzten Spieltag der Torneo Apertura. Das Spiel endete 0:0 und der Gast aus Lima sicherte sich vor 5400 Zuschauern den Titel, was einen Zuschauerrekord für dieses Stadion darstellte.
Das Estadio Juan Maldonado Gamarra wird derzeit von der Provinzgemeinde Cutervo renoviert. Geplant sind der Austausch des Kunstrasens gegen einen von der FIFA zertifizierten Rasen, die Renovierung der Umkleidekabinen und weitere Verbesserungen, um die Anforderungen an Stadien in Liga 1 zu erfüllen.